# Historia de Macedonia del Norte

## La Edad Media
En este período el área al sur de la línea Jirecek estaba poblada de personas de origen tracio-romano o Ilirio-romano, así como de los ciudadanos helenizados del Imperio bizantino y los griegos bizantinos. Las lenguas antiguas de los tracios e ilirios ya habían extinguido antes de la llegada de los eslavos, y su influencia cultural fue muy reducida debido a las repetidas invasiones bárbaras en los Balcanes durante la temprana Edad Media, acompañado ello de una helenización persistente, sobre la previa romanización y más tarde eslavización. Las tribus eslavas del sur se asentaron en el territorio de la actual República de Macedonia hasta Atenas llegaron los eslavos el siglo VI. Los asentamientos eslavos fueron referidos por los historiadores griegos bizantinos como "Esclavinios". Los Esclavinios participaron en varios asaltos contra el Imperio bizantino — solos o con la ayuda de búlgaros o ávaros. Alrededor del año 680 un grupo de búlgaros, dirigidos por el noble Kuber, que pertenecían al mismo clan que el gobernante búlgaro del Danubio Asparukh, se establecieron en la llanura Pelagonia, y pusieron en marcha campañas sobre la región de Salónica.
A finales del siglo VII Justiniano II organizó una expedición masiva contra la Esclavinia, en la que se capturaron más de 110 000 eslavos y los transfirió a la Capadocia. En la época de Constante II (que también organizó campañas contra los eslavos), un gran número de eslavos de Macedonia fueron capturados y trasladados a Asia Menor, donde fueron forzados a reconocer la autoridad del emperador bizantino y servir en sus filas.
El uso del nombre "Esclavinia" como una nación por sí sola fue suspendido en los registros bizantinos después de alrededor de 836 ya que los eslavos en la región de Macedonia se convirtieron en una población del Imperio búlgaro. Originalmente eran dos pueblos distintos, antiguos macedonios y eslavos búlgaros; los búlgaros asimilaron la lengua eslava al mismo tiempo que mantuvieron la identidad, el gentilicio búlgaro y el nombre del imperio. Los búlgaros incorporaron toda la región a su dominio en el año 837. Los santos Cirilo y Metodio, macedonios bizantinos nacidos en Salónica, fueron los creadores del primer alfabeto glagolítico ("cirílico"). También fueron apóstoles-cristianizadores. Después de 885 la región de Ohrid se convirtió en un importante centro eclesiástico con el nombramiento de la San Clemente de Ohrid como "primer arzobispo en lengua macedonia", con residencia en esta región. En relación con el otro discípulo de Cirilo y Metodio, San Naum, creó un floreciente centro cultural macedonio alrededor de Ohrid, donde a más de 3000 alumnos se les enseñó en el alfabeto cirílico, en lo que ahora se llama Escuela literaria de Ohrid. Tanto Ohrid como Skopie llegaron a ser capitales imperiales.

Reino de Prilep en el siglo xiv.

A finales del siglo X, gran parte de lo que hoy es Macedonia se convirtió en el centro político y cultural del Imperio macedonio del zar Samuel, mientras que el emperador bizantino Basilio II controló la parte oriental del imperio (lo que ahora es Bulgaria), incluida Preslav, entonces la capital, en 972. La nueva capital se estableció en Ohrid, que también se convirtió en la sede del Patriarcado de Macedonia. A partir de entonces, Bulgaria se convirtió en referente de la cultura eslava. Después de varias décadas de lucha casi incesante, Bulgaria cayó bajo el dominio bizantino en 1018. El conjunto de Macedonia, fue incorporado al Imperio bizantino como thema (provincia) de Bulgaria y el Patriarcado de Bulgaria fue reducida al rango de arzobispado.

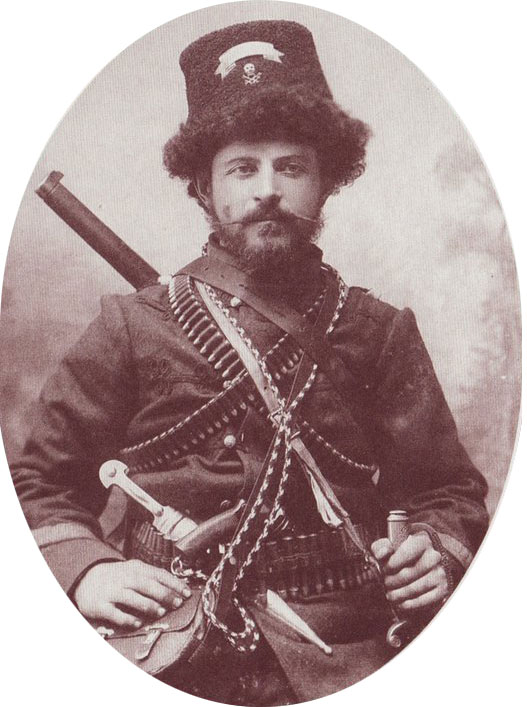
Pitu Guli, uno de los principales líderes de los macedónios durante la Revuelta de Ilinden, 1903

En los siglos XIII y XIV, el control bizantino fue interrumpido por períodos de dominio de Bulgaria y Serbia. Después de la disolución del imperio, la zona se convirtió en un dominio independiente de los gobernantes locales serbios de las casas de Mrnjavčević y Dragaš. El dominio de la casa Mrnjavčević incluía las zonas occidentales de la actual Macedonia y los dominios de la casa Dragaš incluían la parte oriental. La capital del estado de la casa fue Mrnjavčević era Prilep. Solo hay dos reyes serbios conocidos de la casa Mrnjavčević —Vukasin Mrnjavčević y su hijo, el rey Marko—. Marko se convirtió en vasallo del Imperio otomano y más tarde murió en la batalla de Rovine, en la que las tropas valacas se enfrentaron a las otomanas.

## Imperio otomano
Tras la muerte de Dusan, apareció un sucesor débil y las luchas de poder entre los nobles dividieron a los Balcanes una vez más. Estos eventos coincidieron con la entrada de los turcos otomanos en Europa. El Reino de Prilep fue uno de los estados efímeros que surgieron del colapso del Imperio serbio en el siglo XIV. Gradualmente, todos los Balcanes centrales fueron conquistados por el Imperio Otomano y permanecieron bajo su dominio durante cinco siglos como parte de la provincia o Eyalet de Rumelia. El nombre Rumelia (turco: Rumeli) significa "tierra de los romanos" en turco, que se refiere a las tierras conquistadas por los turcos otomanos del Imperio Bizantino. A lo largo de los siglos, Rumelia se redujo de tamaño mediante reformas administrativas, hasta que en el siglo XIX constaba de una región del centro de Albania y el noroeste de Macedonia del Norte, con su capital en Manastir o la actual Bitola. Rumelia fue abolida en 1867 y ese territorio de Macedonia se convirtió posteriormente en parte de la provincia de Manastir hasta el final del dominio otomano en 1912.

## Liberación del Imperio otomano
Después de la primera guerra balcánica de 1912-1913, Vardar Macedonia fue hecha parte de Serbia como Vardarska banovina ("Provincia de Vardar") y subsecuentemente el Reino de Yugoslavia, cuya constitución de 1929 también la denominaba Vardarska banovina. La Internacional Comunista, con base en Moscú (Komintern) diseñó una "nación macedónica" como una forma de prevenir posteriores conflictos en los Balcanes a expensas de la mayoría búlgara en Vardar Macedonia. Esta doctrina fue adoptada en 1934.

## Periodo posterior a la Segunda Guerra Mundial

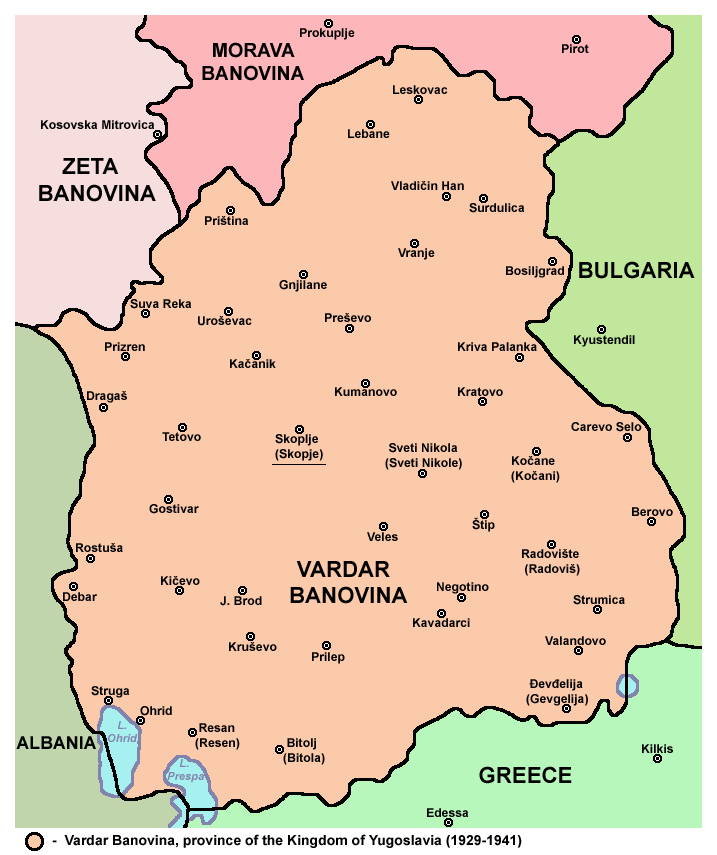

Después de la Segunda Guerra Mundial, Yugoslavia fue reconstituida como un estado comunista bajo el liderato del 
partido comunista encabezado por Josip Broz Tito. En 1944, la mayor parte de la antigua provincia de Vardar fue hecha una república separada de "Macedonia" (la mayoría de los territorios del norte pasaron a formar parte de Serbia). En 1946, se le dio a la provincia estatus como una "República Popular de Macedonia" autónoma en la nueva República Federal Popular de Yugoslavia. En la constitución de 1963 de Yugoslavia, fue renombrada ligeramente como "República Socialista de Macedonia" (como todas las demás).
Al crear esta república en la parte más sureña de Yugoslavia e incluyendo "Macedonia" en su nombre, el gobierno de Tito ofendió a Grecia, la cual tenía su propia provincia de Macedonia alrededor de Tesalónica e interpretó esto como un intento de reclamo en territorio griego. Las nuevas autoridades yugoslavas impusieron también el desarrollo de la nacionalidad eslavo-macedonia y el idioma macedonio, el cual ofendió a Bulgaria donde muchas personas tenían parientes cercanos que pertenecían a la nueva "nación macedónica".

## Emancipación
El 8 de septiembre de 1991, la república macedonia declaró la independencia de Yugoslavia como la República de Macedonia. Bulgaria fue el primer país en reconocer a la república de Macedonia bajo su nombre constitucional. Sin embargo, el reconocimiento internacional del nuevo país fue retrasada por la objeción de Grecia del uso de lo que se consideraba un nombre helénico y símbolo de bandera, así como una cita controvertida de la constitución de la república. Las Organización de las Naciones Unidas (ONU) reconoció al estado con el nombre de "Antigua República Yugoslava de Macedonia" (ARYM ) en 1993.
Grecia aún no estaba satisfecha e impuso un bloqueo comercial en febrero de 1994. Las sanciones fueron levantadas en septiembre de 1995, después de que la República de Macedonia cambiara su bandera y la constitución. Las dos naciones acordaron normalizar sus relaciones, pero el nombre del estado siguió siendo fuente de controversia local e internacional.
Después de que el estado fuera admitido a la ONU con el nombre de ARYM, otras organizaciones internacionales adoptaron la misma convención. La mayoría de los diplomáticos fueron acreditados en la república usando la designación ARYM. Sin embargo, al menos 40 países reconocieron al país por su nombre constitucional – la República de Macedonia, antes que por ARYM.
Durante un ciclo de negociaciones entre las partes enfrentadas, el 12 de junio de 2018 Grecia y la entonces República de Macedonia certificaron que lograron un acuerdo por el cual esta última pasaría a denominarse oficialmente «República de Macedonia del Norte» y el 13 de febrero de 2019 Naciones Unidas anunció que aceptó el acuerdo entre Grecia y Macedonia del Norte sobre el cambio de nombre de este último.

### Guerra de Kosovo
Durante la guerra de Kosovo de 1999, Macedonia cooperó con la Organización del Tratado del Atlántico Norte (OTAN), aunque se mantuvo ajena al conflicto. Unos 360,000 refugiados albaneses de Kosovo entraron a Macedonia durante la guerra, amenazando con romper el balance entre los grupos étnicos macedónicos y albaneses en el país. Muchos regresaron a Kosovo, pero las tensiones étnicas crecieron.
Macedonia logró mantenerse al margen de las guerras yugoslavas durante varios años, pero el conflicto le alcanzó finalmente por medio de la población albanesa de la región. En 1999, la guerra llevó a casi 400,000 refugiados albaneses de Kosovo a huir a la Macedonia, afectando radicalmente la situación en la región y amenazando con trastornar el balance entre los eslavos y albaneses. Se establecieron campos de refugiados en la República de Macedonia y la Macedonia griega fue usada como corredor de tránsito para las fuerzas de la OTAN que se movían hacia la región y frente a una posible invasión de Serbia. En el evento, el presidente serbio Slobodan Milošević capituló y a los refugiados se les permitió volver bajo protección de la ONU. No obstante, la guerra aumentó las tensiones en la región. Las relaciones entre macedonios eslavos y albaneses llegaron a ser conflictivas, mientras que en Grecia, la oposición popular a la guerra reaccionó contra la OTAN.

## Años 2000: Acercamiento con la Unión Europea
En la primavera de 2001, rebeldes albaneses que se hacían llamar el Ejército Nacional de Liberación (probablemente formada por exmiembros del Ejército de Liberación de Kosovo) se levantaron en armas en el oeste de la República de Macedonia, exigiendo que la constitución sea reescrita para contemplar ciertos intereses étnicos albaneses, tales como los derechos del idioma. Las guerrillas recibieron apoyo de albaneses en Kosovo (controlada por la OTAN) y guerrillas de etnia albanesa en la zona desmilitarizada entre Kosovo y el resto de Serbia. La lucha estaba concentrada en y alrededor de Tetovo, la segunda ciudad más grande de la república.
Después de una unión conjunta OTAN-Serbia sobre las guerrillas albanesas en Kosovo, oficiales de la Unión Europea (UE) pudieron negociar un cese al fuego en junio. El gobierno daría a los albaneses grandes derechos civiles, y los grupos guerrilleros dejarían voluntariamente sus armas a monitores de la OTAN. Este acuerdo fue un éxito, y en agosto de 2001 3,500 soldados de la OTAN dirigieron "Operaciones Cosecha Esencial" para recuperar las armas. Directamente después de que la operación finalizara en septiembre, el ENL se disolvió así misma oficialmente. Las relaciones étnicas han mejorado significativamente, aunque los de línea dura en ambos lados han sido una causa continua de preocupación y algún bajo nivel de violencia continúa particularmente dirigido contra la policía.
El 26 de febrero de 2004, el presidente Boris Trajkovski murió en un accidente aéreo en el territorio de Bosnia y Herzegovina. Los resultados de la investigación oficial revelaron que la causa del accidente fue por errores de procedimiento de la tripulación cometidos durante la aproximación al aterrizaje en el aeropuerto de Mostar.
La ARYM obtuvo en diciembre de 2005 el estatus de candidato oficial a la adhesión como miembro de la UE tras haberlo solicitado formalmente en enero de 2004. La ARYM supuestamente resolvió las disputas con Grecia, pero debe resolver sus disputas con Bulgaria antes de que se pueda llegar a una decisión positiva.

### Década del 2010 y actualidad
En junio de 2017, Zoran Zaev de la Unión Socialdemócrata de Macedonia (SDSM) fue nombrado nuevo primer ministro seis meses después de las elecciones anticipadas. El nuevo gobierno de centroizquierda puso fin a 11 años de gobierno conservador VMRO-DPMNE dirigido por el ex primer ministro Nikola Gruevski.
En junio de 2018, se llegó al acuerdo de Prespa entre los gobiernos de Grecia y la entonces República de Macedonia para cambiar el nombre de esta última a República de Macedonia del Norte, o Macedonia del Norte para abreviar. Este acuerdo, luego de haber sido aceptado por las respectivas legislaturas de ambos países, entró en vigencia el 12 de febrero de 2019, poniendo así fin a las disputas.
Stevo Pendarovski (SDSM) prestó juramento como nuevo presidente de Macedonia del Norte en mayo de 2019. Las elecciones parlamentarias anticipadas tuvieron lugar el 15 de julio de 2020. Zoran Zaev se ha desempeñado nuevamente como primer ministro de la República de Macedonia del Norte desde agosto de 2020. El primer ministro Zoran Zaev anunció su renuncia después de que su partido, la Unión Socialdemócrata, sufriera pérdidas en las elecciones locales de octubre de 2021. Después de las elecciones internas de liderazgo del partido, Dimitar Kovačevski lo sucedió como líder del SDSM el 12 de diciembre de 2021, y prestó juramento como primer ministro de Macedonia del Norte el 16 de enero de 2022, asegurando un voto de confianza de 62 a 46 en el Parlamento para su nuevo Gabinete de coalición dirigido por SDSM.
El 25 de enero de 2024, Kovačevski renunció. A partir del 28 de enero, 100 días antes de las elecciones parlamentarias programadas para el 8 de mayo, un gobierno técnico de acuerdo con el Acuerdo de Pržino y liderado por Talat Xhaferi dirigió el país. Tras las elecciones, Hristijan Mickoski asumió como nuevo primer ministro.